# Route nationale 49
La route nationale 49 (RN 49 o N 49) è stata una strada nazionale francese che partiva da Valenciennes e terminava a Jeumont. Venne interamente declassata a D649 nel 2006.

## Percorso
L’originaria N49 si staccava dalla N45 presso Jenlain. Passava per Bavay, Maubeuge e Cousolre, poi continuava idealmente nel Belgio per Beaumont e Philippeville e rientrava in Francia a Givet e, infine, sconfinava in Belgio verso Beauraing. La strada è oggi declassata a D949 nelle Ardenne e a D936 nel Nord.
Contemporaneamente, la denominazione N49 passò ad indicare anche un altro percorso, da Lilla a Seclin (in precedenza parte della N25) e quindi a Pont-à-Marcq ed Orchies (sezione già appartenuta alla N353). Attualmente tale troncone è stato ridenominato D549.
Da Valenciennes, tra gli anni ottanta e duemila fu costruita una nuova strada a due corsie, che prese il nome di N49, mentre il vecchio percorso fino a Maubeuge fu ribattezzato D2049. La nuova N49, partendo dall’A2, dopo Maubeuge raggiungeva il Belgio dopo aver servito Assevent e Jeumont, seguendo quindi la Sambre. Era poi continuata dalla breve N54. La vecchia variante paerallela nel 2006 ricevette il nome di D2649 a parte un breve tratto nei pressi di Jenlain (D936) ed un altro presso La Longueville (D95).